# Ян Юзеф Стецький
Ян Юзеф Стецький (іноді Юзеф Стецький, 1767—1832) — польський шляхтич, урядник, поміщик, власник маєтку в с. Великі Межирічі.

## Життєпис
Син Яна Казиміра Стецького та його дружини Маріанни Терези Юзефи-Малаховської (бл. 1739 — після 1770).
Деякий час обіймав посаду маршала повіту Ковенського, був меценатом в галузі освіти і науки (зокрема, покровитель межиріцької гімназії). За меценатську діяльність був обраний почесним членом Віленського університету, а згодом нагороджений орденом св. Анни. Захоплювався полюванням, щороку влаштовував мисливські забави в угіддях Радомишльського повіту, на які запрошував численних гостей. При маєтку мав оркестр і капелу.
Учасник повстання 1831 року.
Помер 1832 року у власному маєтку в містечку Великі Межирічі.

### Сім'я
Був одружений з Теклею Людвігівною Вільгою (1770—1832), дочкою Людвіга Вільги і N (?-?). У шлюбі мали сина Людвіка (1795—1859). Дружина пережила Яна Юзефа на 20 днів.